# Lokala Nyheter Öst
Lokala Nyheter Öst (tidigare Östnytt) är SVT:s regionala nyhetsprogram för Östergötlands och Gotlands län. Programmet sänds från SVT i Norrköping.

## Historia
Östnytt startade sin allra första TV-sändning den 14 januari 1980 med Ann-Britt Ryd Pettersson som programledare. Då hade Östnytt sitt sändningsområde för Södermanlands, Östergötlands, Gotlands och norra Kalmar län.
Västervikssändaren (Kalmar län) fördes över till Smålandsnytt efter ett riksdagsbeslut 1980, detta eftersom landshövdingen i Kalmar län Erik Westerlind inte ville att Östnytt skulle ha sina sändningar i norra Kalmar län:
| ”                                     | Det ska ju vara ett län, och har man bestämt sig för det, då ska det vara en verklig länsenhet där man är sammansvetsad - håller samman. Då ska man följa utvecklingen i det egna länet. Hela länet ska få gemensamt höra nyheterna, man ska inte dela länet i massmedia-hänseende heller. | „ |
| – Erik Westerlind, intervju i Östnytt | |   |

Några år senare lämnade Östnytt Småland, som då fick en egen regionala TV-sändning Smålandsnytt. Istället fick Gotland vara med i Östnytt-familjen tillsammans med Östergötland och Sörmland. 1989 öppnades Östnyttredaktion i Eskilstuna. 
Sedan 25 augusti 2008 är Östnytts huvudsändning 18:30 uppdelad i två parallella editioner: En för Södermanland SVT Sörmland och en för Östergötland och Gotland Östnytt.
Förutom rena nyhetsreportage innehöll sändningarna tidigare inslag som kulturmagasinet Lite Mycke' med nostalgidelen Lite gammalt. Programpunkten Lite här och där satte lokalt fokus på en plats utvald genom att kasta pil på en karta.

### Väder i Östnytt
Meteorologen John Pohlman hade kreativa och roliga väderpresentationer med spex och musik på 1980-talet.

## Redaktioner

### Huvudredaktioner
- Norrköping (SVT Norrköping)

### Lokalredaktioner
- Eskilstuna
- Visby
- Linköping

## Programledare och reporter
Det här är en lista över personer som är eller har varit programledare och reporter  i Östnytt:
- Ann-Britt Ryd Pettersson
- Alexandra Hjelm
- Anne-Marie Dahlgren
- Lennart Alm
- Ragnar Dahlberg
- Jan Scherman
- Göran Venström
- Mikael Wadström
- Carl Bruno Tersmeden
- Gun Allroth
- Anja Hildén
- Fredrik Ahl
- Stefan Zetterberg
- Åsa Stöckel
- Anja L Sundberg
- Karoline Spångberg Norlander
- Viveca Ringmar
- Per Ek
- Folke Rydén
- Kjell Kjellman
- Kalle Jansson
- Veronica Gardell
- Larz-Thure Ljungdahl
- Anders Gratte
- Jonas Björnstjerna
- Monica Saarinen
- Magnus Höjer
- Bengt Nordlund
- Bengt Malmsten
- Annastina Bolin
- Pelle Thörnberg
- Olle Andersson
- Kari Paues
- Margareta Hellenberg
- Ulla-Carin Lindquist
- Elisabeth Frerot Södergren
- Sten Rosenberg
- Anki Mähler-Önnered
- Kjell Karlsson Kihlberg
- Veronika Gardell
- Lena Liljeborg
- Mimmi Moberg
- Lovisa Gelin
- Caroline Lindblad

## Redaktionschef
- 1980 - (1985) Ragnar Dahlberg
- 1985 - (1987) Jan Scherman
- 1988 - (1993) Olle Hagström
- 1993 - 2007 Karin Öhlander[2]
- 2007 - 2015 Karoline Spångberg Norlander[2]
- 2015 - 2022 Anna-Karin Thorstensson[3][4]
- 2022 - Tobias Wallin[5]